# Horné Obdokovce
Horné Obdokovce es un municipio situado en el distrito de Topoľčany, en la región de Nitra, Eslovaquia. Tiene una población estimada, en mayo de 2024, de 1463 habitantes.

## Demografía
| Año        | 1994 | 2004    | 2014    | 2024    |
| ---------- | ---- | ------- | ------- | ------- |
| Población  | 1634 | 1647    | 1522    | 1452    |
| Diferencia |      | +0,79 % | −7,58 % | −4,59 % |

| Año        | 2023 | 2024    |
| ---------- | ---- | ------- |
| Población  | 1459 | 1452    |
| Diferencia |      | −0,47 % |